# Coming of Age (album)
Coming of Age is het tweede album van de Belgische singer-songwriter Milow, dat op 1 februari 2008 uitkwam. Eind oktober 2007 kwam de eerste single van deze plaat uit, Dreamers and Renegades. In mei 2008 kwam een tweede single uit, The Ride.

## Tracklist
1. Canada - 4:55
2. The Ride - 2:56
3. Coming of Age - 4:01
4. Stephanie - 4:08
5. The Priest - 6:57
6. House by the Creek - 4:20
7. Out of my Hands - 3:10
8. Dreamers and Renegades - 2:48
9. Herald of Free Enterprise - 5:01
10. Darkness Ahead and Behind - 3:51
11. Launching Ships - 2:52

## Hitnotering
| "Coming of Age" in de Nederlandse Album Top 100 - binnen: 17-05-2008 | "Coming of Age" in de Nederlandse Album Top 100 - binnen: 17-05-2008 | "Coming of Age" in de Nederlandse Album Top 100 - binnen: 17-05-2008 | "Coming of Age" in de Nederlandse Album Top 100 - binnen: 17-05-2008 | "Coming of Age" in de Nederlandse Album Top 100 - binnen: 17-05-2008 | "Coming of Age" in de Nederlandse Album Top 100 - binnen: 17-05-2008 | "Coming of Age" in de Nederlandse Album Top 100 - binnen: 17-05-2008 | "Coming of Age" in de Nederlandse Album Top 100 - binnen: 17-05-2008 | "Coming of Age" in de Nederlandse Album Top 100 - binnen: 17-05-2008 | "Coming of Age" in de Nederlandse Album Top 100 - binnen: 17-05-2008 | "Coming of Age" in de Nederlandse Album Top 100 - binnen: 17-05-2008 | "Coming of Age" in de Nederlandse Album Top 100 - binnen: 17-05-2008 | "Coming of Age" in de Nederlandse Album Top 100 - binnen: 17-05-2008 | "Coming of Age" in de Nederlandse Album Top 100 - binnen: 17-05-2008 | "Coming of Age" in de Nederlandse Album Top 100 - binnen: 17-05-2008 | "Coming of Age" in de Nederlandse Album Top 100 - binnen: 17-05-2008 | "Coming of Age" in de Nederlandse Album Top 100 - binnen: 17-05-2008 | "Coming of Age" in de Nederlandse Album Top 100 - binnen: 17-05-2008 | "Coming of Age" in de Nederlandse Album Top 100 - binnen: 17-05-2008 | "Coming of Age" in de Nederlandse Album Top 100 - binnen: 17-05-2008 | "Coming of Age" in de Nederlandse Album Top 100 - binnen: 17-05-2008 | "Coming of Age" in de Nederlandse Album Top 100 - binnen: 17-05-2008 | "Coming of Age" in de Nederlandse Album Top 100 - binnen: 17-05-2008 | "Coming of Age" in de Nederlandse Album Top 100 - binnen: 17-05-2008 | "Coming of Age" in de Nederlandse Album Top 100 - binnen: 17-05-2008 | "Coming of Age" in de Nederlandse Album Top 100 - binnen: 17-05-2008 |
| Week                                                                 | 01                                                                   | 02                                                                   | 03                                                                   | 04                                                                   | 05                                                                   | 06                                                                   | 07                                                                   | 08                                                                   | 09                                                                   | 10                                                                   | 11                                                                   | 12                                                                   | 13                                                                   | 14                                                                   | 15                                                                   | 16                                                                   | 17                                                                   | 18                                                                   | 19                                                                   | 20                                                                   | 21                                                                   | 22                                                                   |                                                                      | 23                                                                   |                                                                      |
| -------------------------------------------------------------------- | -------------------------------------------------------------------- | -------------------------------------------------------------------- | -------------------------------------------------------------------- | -------------------------------------------------------------------- | -------------------------------------------------------------------- | -------------------------------------------------------------------- | -------------------------------------------------------------------- | -------------------------------------------------------------------- | -------------------------------------------------------------------- | -------------------------------------------------------------------- | -------------------------------------------------------------------- | -------------------------------------------------------------------- | -------------------------------------------------------------------- | -------------------------------------------------------------------- | -------------------------------------------------------------------- | -------------------------------------------------------------------- | -------------------------------------------------------------------- | -------------------------------------------------------------------- | -------------------------------------------------------------------- | -------------------------------------------------------------------- | -------------------------------------------------------------------- | -------------------------------------------------------------------- | -------------------------------------------------------------------- | -------------------------------------------------------------------- | -------------------------------------------------------------------- |
| Nummer                                                               | 36                                                                   | 35                                                                   | 87                                                                   | 62                                                                   | 48                                                                   | 41                                                                   | 45                                                                   | 41                                                                   | 22                                                                   | 17                                                                   | 23                                                                   | 19                                                                   | 19                                                                   | 23                                                                   | 28                                                                   | 24                                                                   | 31                                                                   | 49                                                                   | 44                                                                   | 43                                                                   | 55                                                                   | 90                                                                   | uit                                                                  | 98                                                                   | uit                                                                  |

| "Coming of Age" in de Vlaamse Ultratop 50 Albums - binnen: 09-02-2008 | "Coming of Age" in de Vlaamse Ultratop 50 Albums - binnen: 09-02-2008 | "Coming of Age" in de Vlaamse Ultratop 50 Albums - binnen: 09-02-2008 | "Coming of Age" in de Vlaamse Ultratop 50 Albums - binnen: 09-02-2008 | "Coming of Age" in de Vlaamse Ultratop 50 Albums - binnen: 09-02-2008 | "Coming of Age" in de Vlaamse Ultratop 50 Albums - binnen: 09-02-2008 | "Coming of Age" in de Vlaamse Ultratop 50 Albums - binnen: 09-02-2008 | "Coming of Age" in de Vlaamse Ultratop 50 Albums - binnen: 09-02-2008 | "Coming of Age" in de Vlaamse Ultratop 50 Albums - binnen: 09-02-2008 | "Coming of Age" in de Vlaamse Ultratop 50 Albums - binnen: 09-02-2008 | "Coming of Age" in de Vlaamse Ultratop 50 Albums - binnen: 09-02-2008 | "Coming of Age" in de Vlaamse Ultratop 50 Albums - binnen: 09-02-2008 | "Coming of Age" in de Vlaamse Ultratop 50 Albums - binnen: 09-02-2008 | "Coming of Age" in de Vlaamse Ultratop 50 Albums - binnen: 09-02-2008 | "Coming of Age" in de Vlaamse Ultratop 50 Albums - binnen: 09-02-2008 | "Coming of Age" in de Vlaamse Ultratop 50 Albums - binnen: 09-02-2008 | "Coming of Age" in de Vlaamse Ultratop 50 Albums - binnen: 09-02-2008 | "Coming of Age" in de Vlaamse Ultratop 50 Albums - binnen: 09-02-2008 | "Coming of Age" in de Vlaamse Ultratop 50 Albums - binnen: 09-02-2008 | "Coming of Age" in de Vlaamse Ultratop 50 Albums - binnen: 09-02-2008 | "Coming of Age" in de Vlaamse Ultratop 50 Albums - binnen: 09-02-2008 | "Coming of Age" in de Vlaamse Ultratop 50 Albums - binnen: 09-02-2008 | "Coming of Age" in de Vlaamse Ultratop 50 Albums - binnen: 09-02-2008 | "Coming of Age" in de Vlaamse Ultratop 50 Albums - binnen: 09-02-2008 | "Coming of Age" in de Vlaamse Ultratop 50 Albums - binnen: 09-02-2008 | "Coming of Age" in de Vlaamse Ultratop 50 Albums - binnen: 09-02-2008 | "Coming of Age" in de Vlaamse Ultratop 50 Albums - binnen: 09-02-2008 | "Coming of Age" in de Vlaamse Ultratop 50 Albums - binnen: 09-02-2008 | "Coming of Age" in de Vlaamse Ultratop 50 Albums - binnen: 09-02-2008 | "Coming of Age" in de Vlaamse Ultratop 50 Albums - binnen: 09-02-2008 | "Coming of Age" in de Vlaamse Ultratop 50 Albums - binnen: 09-02-2008 | "Coming of Age" in de Vlaamse Ultratop 50 Albums - binnen: 09-02-2008 | "Coming of Age" in de Vlaamse Ultratop 50 Albums - binnen: 09-02-2008 | "Coming of Age" in de Vlaamse Ultratop 50 Albums - binnen: 09-02-2008 |
| Week                                                                  | 01                                                                    | 02                                                                    | 03                                                                    | 04                                                                    | 05                                                                    | 06                                                                    | 07                                                                    | 08                                                                    | 09                                                                    | 10                                                                    | 11                                                                    | 12                                                                    | 13                                                                    | 14                                                                    | 15                                                                    | 16                                                                    | 17                                                                    | 18                                                                    | 19                                                                    | 20                                                                    | 21                                                                    | 22                                                                    | 23                                                                    | 24                                                                    | 25                                                                    | 26                                                                    | 27                                                                    | 28                                                                    | 29                                                                    | 30                                                                    | 31                                                                    | 32                                                                    | 33                                                                    |
| --------------------------------------------------------------------- | --------------------------------------------------------------------- | --------------------------------------------------------------------- | --------------------------------------------------------------------- | --------------------------------------------------------------------- | --------------------------------------------------------------------- | --------------------------------------------------------------------- | --------------------------------------------------------------------- | --------------------------------------------------------------------- | --------------------------------------------------------------------- | --------------------------------------------------------------------- | --------------------------------------------------------------------- | --------------------------------------------------------------------- | --------------------------------------------------------------------- | --------------------------------------------------------------------- | --------------------------------------------------------------------- | --------------------------------------------------------------------- | --------------------------------------------------------------------- | --------------------------------------------------------------------- | --------------------------------------------------------------------- | --------------------------------------------------------------------- | --------------------------------------------------------------------- | --------------------------------------------------------------------- | --------------------------------------------------------------------- | --------------------------------------------------------------------- | --------------------------------------------------------------------- | --------------------------------------------------------------------- | --------------------------------------------------------------------- | --------------------------------------------------------------------- | --------------------------------------------------------------------- | --------------------------------------------------------------------- | --------------------------------------------------------------------- | --------------------------------------------------------------------- | --------------------------------------------------------------------- |
| Nummer                                                                | 6                                                                     | 1                                                                     | 2                                                                     | 4                                                                     | 7                                                                     | 10                                                                    | 14                                                                    | 14                                                                    | 29                                                                    | 37                                                                    | 35                                                                    | 38                                                                    | 47                                                                    | 26                                                                    | 31                                                                    | 37                                                                    | 29                                                                    | 38                                                                    | 36                                                                    | 46                                                                    | 73                                                                    | 67                                                                    | 58                                                                    | 76                                                                    | 70                                                                    | 85                                                                    | 29                                                                    | 52                                                                    | 53                                                                    | 79                                                                    | 83                                                                    | 70                                                                    | 83                                                                    |
| Week                                                                  | 34                                                                    | 35                                                                    | 36                                                                    | 37                                                                    | 38                                                                    | 39                                                                    | 40                                                                    | 41                                                                    | 42                                                                    | 43                                                                    | 44                                                                    | 45                                                                    | 46                                                                    | 47                                                                    | 48                                                                    | 49                                                                    | 50                                                                    | 51                                                                    | 52                                                                    | 53                                                                    | 54                                                                    | 55                                                                    | 56                                                                    | 57                                                                    | 58                                                                    | 59                                                                    | 60                                                                    | 61                                                                    | 62                                                                    | 63                                                                    | 64                                                                    | 65                                                                    |                                                                       |
| Nummer                                                                | 74                                                                    | 62                                                                    | 24                                                                    | 21                                                                    | 26                                                                    | 25                                                                    | 30                                                                    | 29                                                                    | 34                                                                    | 42                                                                    | 44                                                                    | 46                                                                    | 38                                                                    | 36                                                                    | 39                                                                    | 51                                                                    | 43                                                                    | 36                                                                    | 38                                                                    | 36                                                                    | 11                                                                    | 12                                                                    | 21                                                                    | 26                                                                    | 33                                                                    | 40                                                                    | 48                                                                    | 48                                                                    | 53                                                                    | 60                                                                    | 57                                                                    | 91                                                                    | uit                                                                   |